# ريان كارترايت
ريان كارترايت (بالإنجليزية: Ryan Cartwright)‏ هو ممثل بريطاني، ولد في 14 مارس 1981 في المملكة المتحدة.

## أعمال

### أفلام
- (2015) عطلة
- (2016)  عودة[4][5]

### مسلسلات
- أم
- بونز
- رجال ماد
- نظرية الانفجار العظيم

## وصلات خارجية
- ريان كارترايت على موقع IMDb (الإنجليزية)
- ريان كارترايت على موقع ألو سيني (الفرنسية)
- ريان كارترايت على موقع أول موفي (الإنجليزية)
- ريان كارترايت على موقع قاعدة بيانات الفيلم (الإنجليزية)
- ريان كارترايت على موقع كينوبويسك (الروسية)